# Pakistan Wschodni
Pakistan Wschodni (beng. পূর্ব পাকিস্তান, Purbo Pakistan, urdu ‏مشرقی پاکستان‎, Mashriqi Pakistan) – dawna prowincja Pakistanu istniejąca w latach 1947–1971, obecnie niepodległe państwo Bangladesz.

## Historia
W 1947 Indie Brytyjskie uzyskały niepodległość jako dwa odrębne państwa – Indie i Pakistan. Historyczny Bengal został wówczas podzielony na Bengal Wschodni i Bengal Zachodni. Zachodnia część zdominowana przez wyznawców hinduizmu została przyłączona do Indii zaś wschodnią – zamieszkałą w większości przez wyznawców islamu – połączono z Pakistanem. W ten sposób państwo to na początku swojego istnienia dzieliło się na dwie prowincje, czyli na leżący nad Indusem Pakistan Zachodni oraz leżący nad Brahmaputrą – Pakistan Wschodni, który w zasadzie stanowił eksklawę na wschód od Indii. Obie prowincje dzieliło ok. 1600 km. Pakistan Wschodni zamieszkiwali głównie Bengalczycy wyznający islam. Wspólnota religijna była głównym powodem połączenia tych dwóch odległych prowincji w jedno państwo.
W 1949 zawiązała się zrzeszająca zarówno prawicowe, jak i lewicowe środowiska Liga Awami, która postawiła postulat uzyskania przez Bengal Wschodni autonomii i uznania języka bengalskiego za drugi język urzędowy. W 1954 Liga Awami wygrała wybory w Bengalu Wschodnim. Zwycięstwo separatystycznego ugrupowania spowodowało gwałtowną reakcję władz pakistańskich. Aresztowano większość działaczy Ligi Awami i zawieszono lokalne władze. W obawie przed wzrostem dążeń separatystycznych w innych częściach państwa, w 1955 przeprowadzono reformę administracyjną, na mocy której zlikwidowano tradycyjne monarchie w zachodniej części Pakistanu, zaś sama prowincja Bengal Wschodni została zlikwidowana i przekształcona w prowincję Pakistan Wschodni.
23 marca 1956 przyjęta została nowa konstytucja Pakistanu, zgodnie z którą kraj stawał się odtąd federacją dwóch autonomicznych prowincji – Pakistanu Zachodniego i Pakistanu Wschodniego. Obie prowincje miały mieć równą reprezentację w parlamencie i autonomię w sprawach wewnętrznych. Język bengalski został także uznany za drugi język urzędowy.
W 1958 doszło do przewrotu wojskowego. Władzę przejął generał Muhammad Ayub Khan. W całym kraju wprowadzono stan wojenny i zlikwidowano federacyjny charakter państwa.
Zamach stanu i odebranie Pakistanowi Wschodniemu autonomii spowodowały wzrost napięcia. Głównym liderem Bengalczyków stał się nowy przywódca Ligi Awami, Sheikh Mujibur Rahman. W 1963 Liga otwarcie zażądała niepodległości Pakistanu Wschodniego.
W 1969 obalono reżim wojskowy. Nowy prezydent Pakistanu Yahya Khan przywrócił federacyjny ustrój państwa i autonomię Pakistanu Wschodniego. W przeprowadzonych 7 grudnia 1970 wyborach Liga Awami uzyskała 167 na 169 zagwarantowanych Pakistanowi Wschodniemu mandatów, co jednocześnie uczyniło ją najsilniejszym ugrupowaniem w pakistańskim parlamencie. Obawa przed parlamentem zdominowanym przez bengalską partię spowodowała blokadę przez prezydenta obrad parlamentu. Posunięcie Khana doprowadziło do wybuchu zamieszek w Pakistanie Wschodnim, które przerodziły się szybko w powstanie.
Próba ratowania jedności państwa spowodowała interwencję zbrojną wojsk pakistańskich 25 marca 1971. Wybuchła krótka (trwająca do 16 grudnia 1971), jednak niezwykle krwawa wojna o niepodległość Bangladeszu. Do Indii zbiegło wówczas około 10 milionów Bengalczyków. 17 kwietnia 1971 w Kalkucie członkowie Ligi Awami proklamowali niepodległość Pakistanu Wschodniego pod nazwą Bangladesz. Sytuacja w Pakistanie Wschodnim spowodowała znaczny podział na arenie międzynarodowej. Niepodległość Bangladeszu poparły m.in. Indie i ZSRR, podczas gdy Stany Zjednoczone i Chiny opowiedziały się za integralnością terytorialną Pakistanu. Tak znaczny rozdźwięk spowodował niemożność podjęcia decyzji w sprawie Bangladeszu przez ONZ.
W listopadzie Indie udzieliły pomocy militarnej powstańcom bengalskim. W odpowiedzi 3 grudnia 1971 Pakistan dokonał serii nalotów na indyjskie lotniska przy granicy z Pendżabem i Kaszmirem. Dzień później wybuchła wojna indyjsko-pakistańska. W obliczu niemożliwości podjęcia walki z lepiej uzbrojoną armią indyjską Pakistan ogłosił 16 grudnia 1971 kapitulację i uznanie niepodległości Bangladeszu.

## Rząd
| Okres                                   | Gubernatorzy Pakistanu Wschodniego |
| --------------------------------------- | ---------------------------------- |
| 14 października 1955 – marzec 1956      | Amiruddin Ahmad                    |
| Marzec 1956 – 13 kwietnia 1958          | A. K. Fazlul Huq                   |
| 13 kwietnia 1958 – 3 maja 1958          | Hamid Ali (tymczasowo)             |
| 3 maja 1958 – 10 października 1958      | Sultanuddin Ahmad                  |
| 10 października 1958 – 11 kwietnia 1960 | Gov Zakir Husain                   |
| 11 kwietnia 1960 – 11 maja 1962         | Azam Khan                          |
| 11 maja 1962 – 25 października 1962     | Ghulam Faruque                     |
| 25 października 1962 – 23 marca 1969    | Abdul Monem Khan                   |
| 23 marca 1969 – 25 marca 1969           | Mirza Nurul Huda                   |
| 25 marca 1969 – 23 sierpnia 1969        | Muzaffaruddin (tymczasowo)         |
| 23 sierpnia 1969 – 1 września 1969      | Sahabzada Yaqub Khan               |
| 1 września 1969 – 7 marca 1971          | Syed Mohammad Ahsan                |
| 7 marca 1971 – 31 sierpnia 1971         | Tikka Khan                         |
| 31 sierpnia 1971 – 14 grudnia 1971      | Abdul Motaleb Malik                |
| 14 grudnia 1971 – 16 grudnia 1971       | Amir Abdullah Khan Niazi           |

| Okres                                  | Premierzy Pakistanu Wschodniego |
| -------------------------------------- | ------------------------------- |
| sierpień 1955 – wrzesień 1956          | Abu Hussain Sarkar              |
| wrzesień 1956 – marzec 1958            | Ata-ur-Rahman Khan              |
| marzec 1958                            | Abu Hussain Sarkar              |
| marzec 1958 – 18 czerwca 1958          | Ata-ur-Rahman Khan              |
| 18 czerwca 1958 – 22 czerwca 1958      | Abu Hussain Sarkar              |
| 25 sierpnia 1958 – 7 października 1958 | Ata-ur-Rahman Khan              |